# Белет

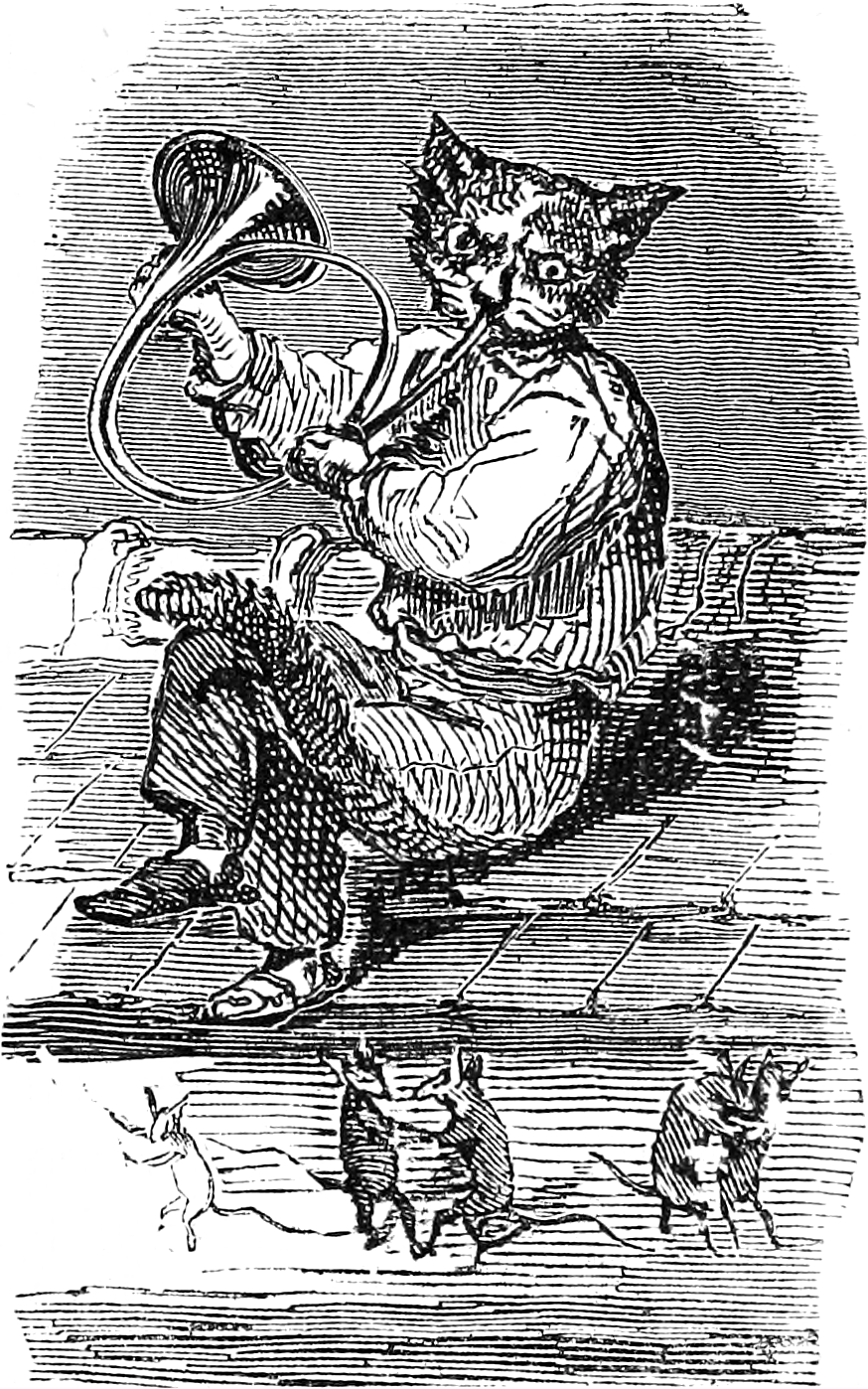
Белет, ілюстрація з «Пекельного словника» Жака Коллена де Плансі

У демонології Белет, також відомий як Білет, Байлет або Біліт, є королем пекла, який має під своїм командуванням вісімдесят п'ять легіонів демонів. Він їздить на блідому коні, і перед ним лунає різноманітна музика, як стверджує більшість авторів з демонології та найвідоміших ґримуарів.
Згідно з «Pseudomonarchia Daemonum», син Ноя, Хам, був першою людиною, що звернулася до нього після потопу, і написав з його допомогою книгу з математики.
З'являючись, він набуває грізного вигляду, щоб налякати заклинателя або перевірити його мужність. Чаклун повинен бути хоробрим і, тримаючи в руці ліщинову палицю, намалювати трикутник, ударивши в напрямку півдня, сходу і вгору, а потім за допомогою заклинань викликати в нього Белета.
У «Пекельному словнику» зазначено, що для виклику Белета людина повинна тримати срібний перстень на середньому пальці лівої руки біля обличчя, щоб висловити повагу до королівського статусу Белета.